# Birrotunda bilunar
Em geometria, a esfenocorona é um dos sólidos de Johnson (J86). É um dos sólidos de Johnson elementares que não surgem de manipulações de "corte e cola" dos sólidos platônicos ou arquimedianos. Entretanto, tem uma relação muito forte com o icosidodecaedro, um sólido de Arquimedes.

Uma rotação completa de uma birrotunda bilunar, fotos a cada 15°